# Agrotis leucoptera
Agrotis leucoptera là một loài bướm đêm trong họ Noctuidae.